# Gabe Saporta
Gabriel Eduardo Saporta, meglio noto come Gabe Saporta (Montevideo, 11 ottobre 1979), è un cantante e bassista uruguaiano, fondatore del gruppo Cobra Starship nel 2006.

## Discografia
- 2006 - While the City Sleeps, We Rule the Streets
- 2007 - ¡Viva La Cobra!
- 2009 - Hot Mess